# Saleen

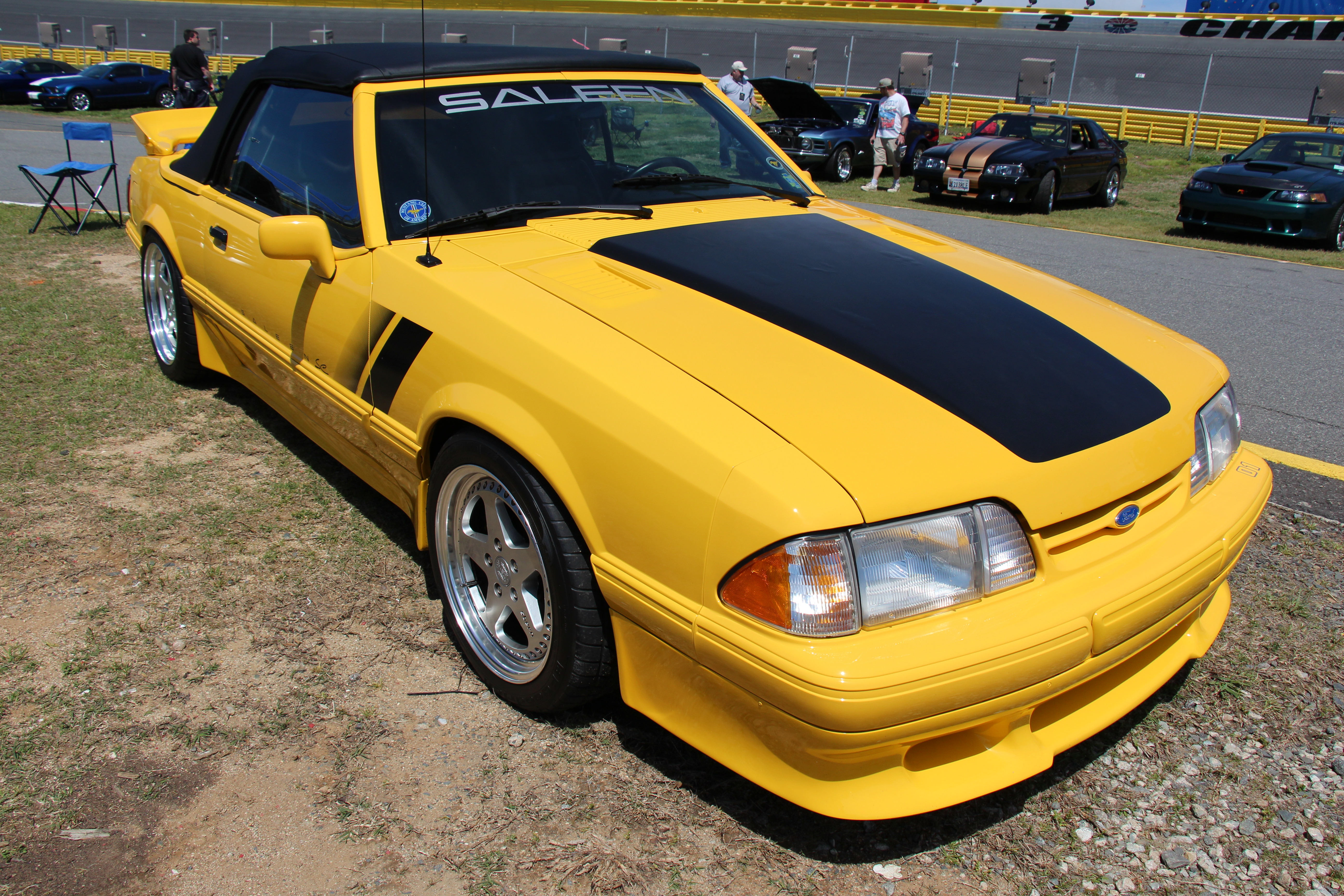
Saleen Mustang

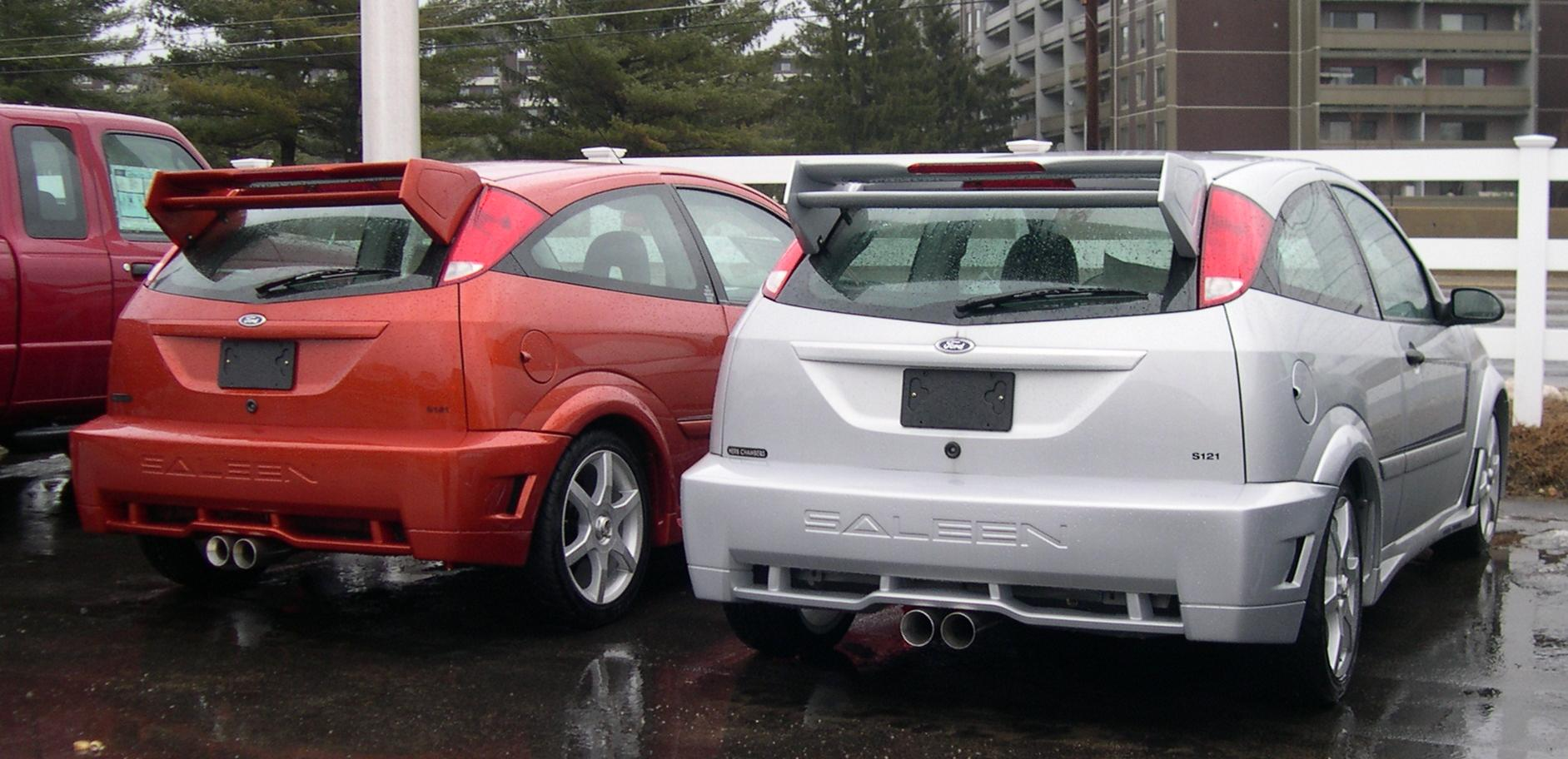
Saleen S121

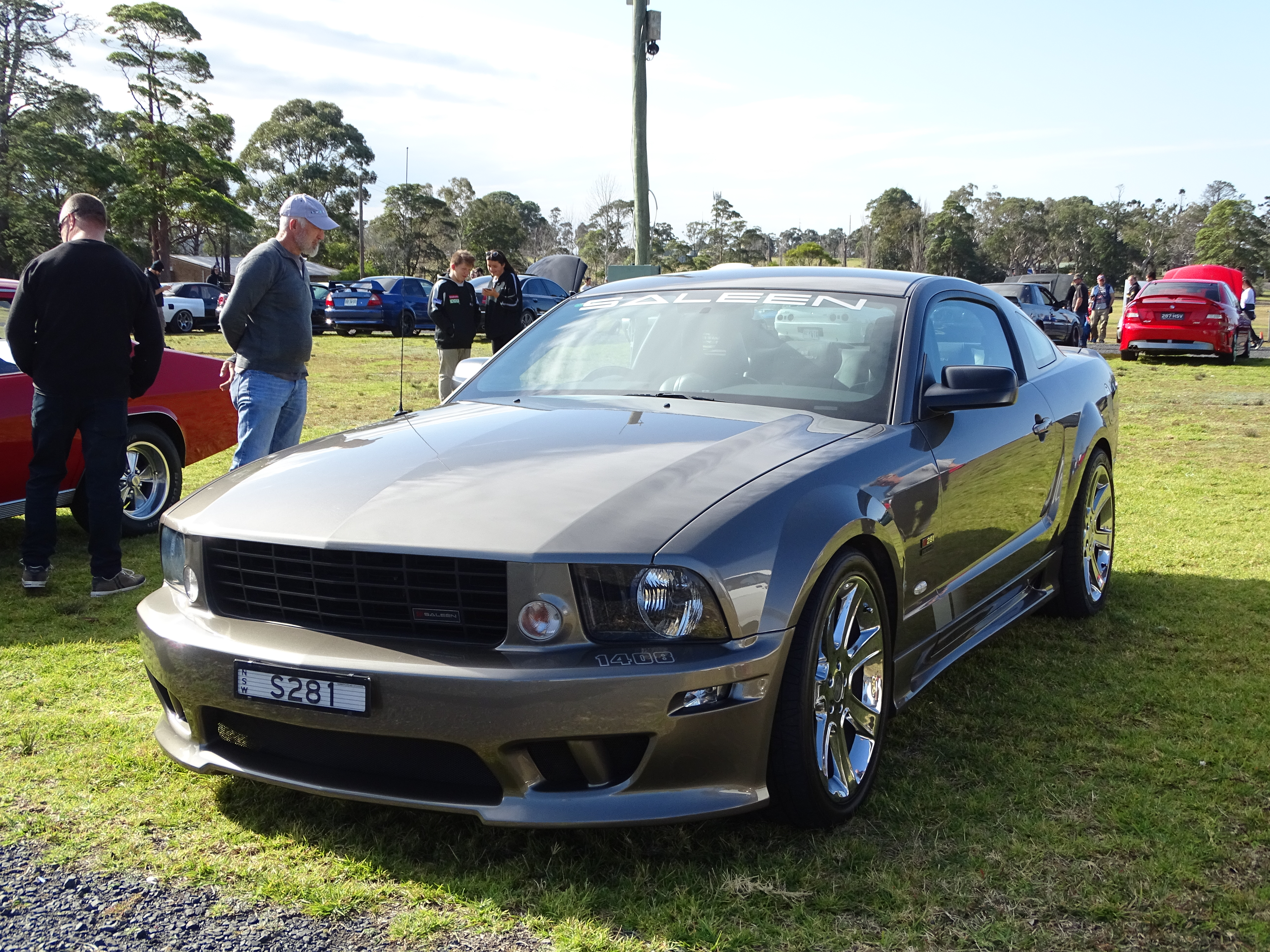
Saleen S281

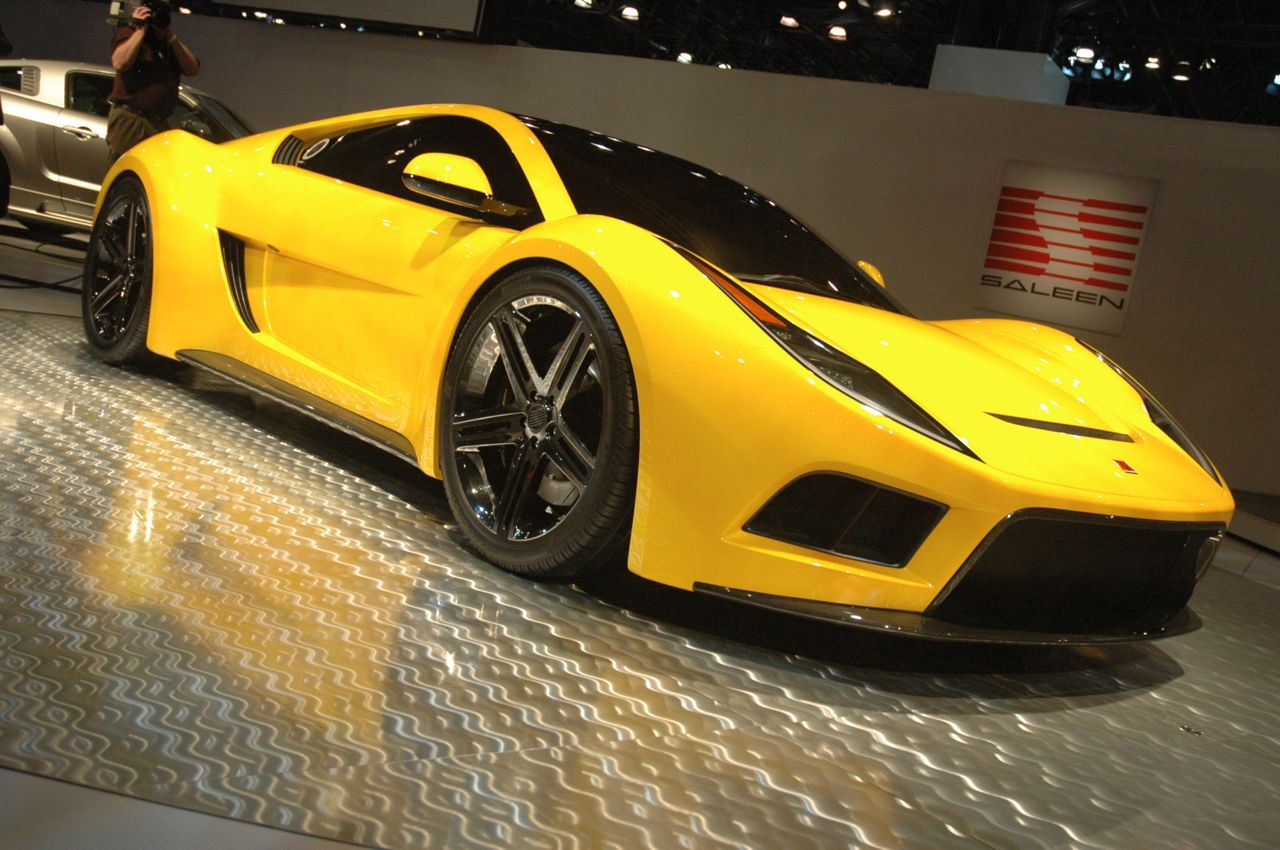
Saleen S5S Raptor

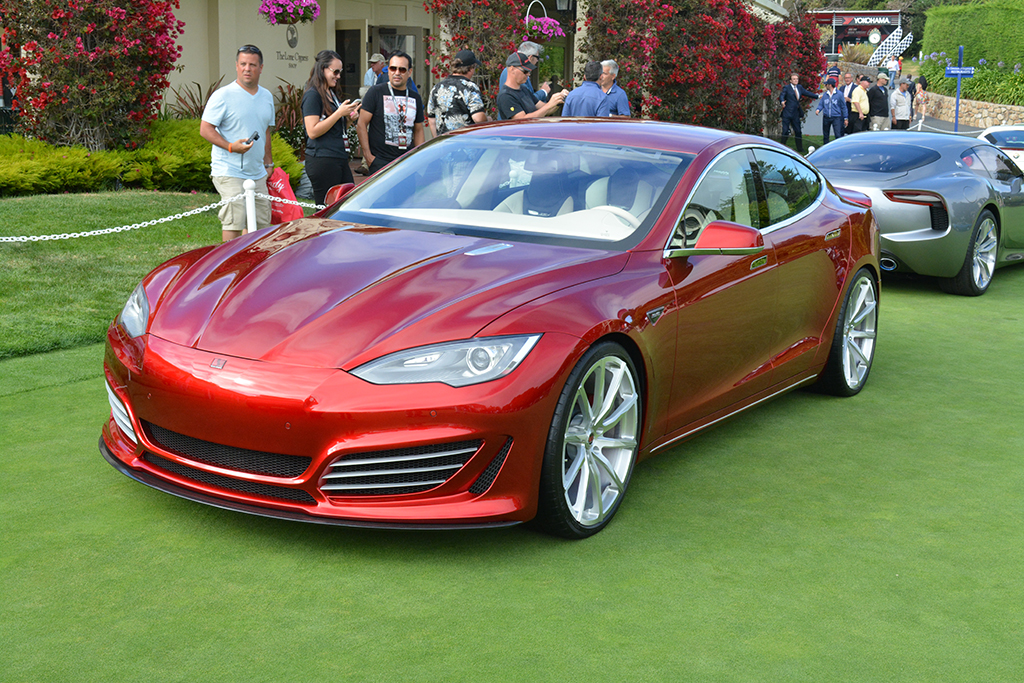
Saleen Foursixteen

Saleen – amerykański producent supersamochodów i tuner samochodów sportowych z siedzibą w  Irvine działający od 1983 roku.

## Historia
Przedsiębiorstwo Saleen zostało utworzone w 1983 roku przez Stevena Saleena w mieście Irvine w Kalifornii jako Saleen Autosport. Początkowo działalność firmy opierała się na tuningu optycznym i mechanicznym samochodów Ford Mustang. Z czasem, marka rozszerzyła swoją działalność na inne modele Forda, m.in. pick-upa F-350, terenowego Explorera, a także Focusa.
Przełomowym momentem okazała się premiera samodzielnej konstrukcji supersamochodu Saleen S7, która została przedstawiona w 2000 roku. Na jego bazie powstała także wyczynowa, głęboko zmodyfikowana odmiana S7R, przeznaczona do poruszania się po torach. 
W kolejnych latach pierwszej dekady XXI wieku, poza modelem S7 Saleen kontynuował także prezentowanie zmodyfikowanych modeli Forda, zarówno w wariantach drogowych, jak i wyczynowych przeznaczonych do wyścigów na torze.
Na salonie w Nowym Jorku w marcu 2008 roku firma zaprezentowała prototyp nowego samochodu sportowego Saleen S5S Raptor. Jego wejście do produkcji zaplanowane było wówczas na 2011 rok, jednak nie doszło to do skutku. Po zakończeniu produkcji modelu S7, producent nie przedstawił samodzielnych konstrukcji i skupił się na modyfikowaniu gotowych modeli Forda, a także Dodge'a i Chevroleta.

### Zmiana profilu działalności
W 2014 roku Saleen zawarł porozumienie mające na celu rozpoczęcie dystrybucji samochodów w Chinach, a w tym samym roku przedstawił pierwszy model napędzany prądem - Foursixteen będący zmodyfikowaną Teslą Model S. 
W 2017 roku Saleen poszerzył swoje operacje w Chinach, zawierając współpracę ze spółką Jiangsu Saleen Automotive Technology. Na jej mocy, rozpoczęto produkcję i sprzedaż modeli Saleena na tamtejszym rynku, na czele z pierwszym nowym sportowym modelem od 2009 roku - coupe S1.
Kolejnym krokiem w tych działaniach było przedstawienie prototypu miejskiego samochodu elektrycznego i napędzanego prądem SUV-a specjalnie z myślą o rynku chińskim.

## Modele samochodów

### Obecnie produkowane

#### Samochody sportowe
- S1

#### Samochody specjalne
- GTX
- Sportruck
- S302
- S620

### Historyczne
- Mustang (1984 – 1993)
- XP (2000 – 2001)
- S121 (2004 – 2005)
- S331 (2006 – 2008)
- S7 (2000 – 2009)
- S281 (2005 – 2010)
- S570 (2009 – 2014)

### Prototypy
- SA-5 (1988)
- SSC (1989)
- SA-10 (1993)
- SA-15 (1998)
- SR (2000)
- SA-20 (2003)
- S5S Raptor (2008)
- SA-30 (2013)
- Foursixteen (2014)